# Ragnachar
Ragnachar (overleden in 509) was een vorst (koning of hertog) van de Salische Franken tussen circa 480 en 509. Hij had zijn residentie in Kamerijk en was familie van Chlodovech (beter bekend als koning Clovis I) van het geslacht der Merovingen. Er zijn ook twee broers van hem bekend, Ricchar en Rignomer.

## Geschiedenis
Ragnachar heerste vanuit Kamerijk over een gedeelte van Belgica in Noord-Gallië. Met Chlodovech trok Ragnachar aan het hoofd van de Salische Franken op tegen het Gallo-Romeinse Rijk van Syagrius. Bij Soissons versloegen ze in 486 gezamenlijk de Romeinen, waardoor geheel Noord-Gallië tot aan de rivier de Loire onder de naam Neustrië (nieuw land) in Frankische handen kwam.
Na de overwinning op de Visigoten in 507 keerde Chlodovech zich tegen Ragnachar. Omstreeks 509 werd Ragnachar verslagen en gedood en zijn grondgebied toegevoegd aan het Frankische Rijk van Chlodovech.

## Bron
- Gregorius van Tours
- Edward James, De Franken, 1988, pag. 100.